# بروسابورتو
بروسابورتو (بلهجة بيرغاماسكي: Brüsa) هي بلدية (كوموني) في محافظة بيرغامو في المنطقة الإيطالية لومبارديا، تقع على بعد حوالي 50 كم شمال شرق ميلانو وحوالي 9 كم جنوب شرق بيرغامو. في 31 ديسمبر 2004، كان عدد سكانها 4524 ومساحتها 5 كم .
بروسابورتو تحدها البلديات التالية: ألبانو سانت أليساندرو، باغناتيكا، سيرياتي.